# Sylit
Sylit (silit) – materiał ceramiczny o dobrej przewodności elektrycznej, stosowany jako element grzejny w elektrycznych piecach oporowych. Otrzymywany jest przez spiekanie węgliku krzemu (karborundu) z krzemem pierwiastkowym zmieszanych z gliceryną. Wypalanie przeprowadza się w atmosferze tlenku węgla lub azotu w temperaturze 1500 °C.
Sylit ma dobrą wytrzymałość mechaniczną i odporność chemiczną, a jego opór właściwy (rzędu 10-3 Ωm) maleje ze wzrostem temperatury. Elementy oporowe wykonane z sylitu charakteryzują się małą indukcyjnością. 